# Gianluca Vialli
Gianluca Vialli ([dʒanˈluːka ˈvjalli]; Cremona, Italia, 9 de julio de 1964-Londres, Inglaterra, 6 de enero de 2023) fue un futbolista, entrenador y dirigente del fútbol italiano. Jugaba como delantero centro.

## Biografía

### Cremonese y Sampdoria
Gianluca Vialli comenzó su carrera profesional en 1980, jugando para el Cremonese de su ciudad natal. Tras marcar diez goles en la temporada 1983/1984, fue transferido a la Sampdoria, donde junto a Roberto Mancini formó una de las duplas de atacantes más temidas del Calcio. Con el club genovés Vialli ganó el primer y, por ahora, único Scudetto de la Sampdoria, en la temporada 1990/1991. En esa misma campaña obtuvo, además, el cetro de máximo goleador de la Serie A con 19 tantos, y una Recopa de Europa en 1990, anotando los dos goles del triunfo por 2-0 sobre el RSC Anderlecht belga en la final. También obtuvo tres Copas de Italia, en 1985, 1988 y 1989. Disputó la final de la Copa de Europa en 1992, cayendo ante el Barcelona. Con Vialli en el equipo, la Sampdoria vivió los mejores tiempos de su historia.

### Juventus y Chelsea
Tras la Eurocopa 1992, Vialli fichó para la Juventus por 17 millones de euros (cifra récord en la época). En su primer año se coronó campeón de la Copa de la UEFA. En 1995, Vialli ganó su segundo Scudetto y marcó 16 goles. Ese año la Juventus disputó y perdió la final de la Copa de la UEFA contra el Parma. También capitaneó a la Juventus en su conquista de la UEFA Champions League en la temporada 95/96.
Ese mismo verano se fue al Chelsea de Inglaterra tras rechazar una oferta del Glasgow Rangers, como parte de la revolución que el entrenador Ruud Gullit estaba llevando a cabo en el conjunto blue. En su primera temporada ganó la FA Cup con los londinenses.

### Carrera como entrenador
Ruud Gullit, entrenador de los Blues, fue despedido en febrero de 1998, y Vialli fue nombrado jugador-entrenador. Se convirtió en uno de los técnicos más exitosos de la historia del club, ganando la Copa de la Liga y la Recopa de Europa a pocos meses de hacerse cargo del equipo, para luego hacerse con la Supercopa de Europa tras imponerse al Real Madrid. Con los de Stamford Bridge terminó en tercera posición en la Premier League en la temporada 1998/1999, a sólo 4 puntos del campeón, el Manchester United, en lo que fue el mejor desempeño en liga del Chelsea desde 1970. A fines de esa misma campaña anunció su retiro como jugador para concentrarse en su trabajo como entrenador.
La temporada siguiente vio a los londinenses llegar a cuartos de final de la Liga de Campeones y coronarse campeones de la FA Cup, en lo que fue el cuarto título oficial en los menos de tres años que llevaba Vialli como entrenador. Tras empezar la campaña 2000/2001 con el pie derecho, al vencer al Manchester en la Charity Shield, Vialli fue despedido a cinco partidos del comienzo de la liga, después de un comienzo discreto y tener problemas con algunos jugadores como Gianfranco Zola, Didier Deschamps o Dan Petrescu.
En el verano de 2001 aceptó una oferta para dirigir al Watford, de la First Division, pero fue cesado a fin de temporada tras un decepcionante decimocuarto puesto.

### Vida posterior
En 2006, publicó un libro llamado The Italian Job, con su amigo y periodista deportivo Gabriele Marcotti. En el libro habla de las enormes diferencias de juego entre las ligas inglesa e italiana. Los beneficios de la venta del libro fueron donados a su propia fundación para el cuidado de gente con esclerosis lateral, enfermedad que ha cobrado notoriedad en el fútbol italiano por haberse diagnosticado en un muy llamativo porcentaje de exfutbolistas, y cuyas causas se desconocen al día de hoy.
Fue parte del cuerpo técnico campeón de la Euro 2020. En 2007, comenzó a trabajar de comentarista para Sky Italia. Ese mismo año recibió una oferta para entrenar al Queens Park Rangers, el club de Flavio Briatore, aunque Vialli declinó la oferta.

### Vida personal, enfermedad y muerte
Hijo de un millonario hecho a sí mismo, Vialli se crio con sus cuatro hermanos en el Castello di Belgioioso de 60 habitaciones en Cremona. Se casó con Cathryn White-Cooper el 26 de agosto de 2003 y tuvo dos hijas, Olivia y Sofia. Vialli era un golfista entusiasta y jugó en el evento pro-am del campeonato Dunhill links. Continuó viviendo en el código postal SW6 de Londres 20 años después de dejar el Chelsea FC.
En noviembre de 2018, Vialli reveló que, tras un año enfermo, había superado un cáncer de páncreas. Recibió tratamiento en el Royal Marsden Hospital de Londres, donde se le dio el alta médica ese mismo año. Sin embargo, tres años después en diciembre de 2021 reveló que le habían diagnosticado la misma enfermedad por segunda vez, y en esta ocasión ya no fue posible hacer algo por su salud. Vialli falleció el 6 de enero de 2023 en el Royal Marsden Hospital a los 58 años.

## Selección nacional
Disputó la Eurocopa Sub-21 de 1984 y la de 1986.
Gianluca Vialli fue internacional por Italia en 59 oportunidades, en las que anotó 16 goles. Debutó con la camiseta azzurra en un amistoso contra Polonia en 1985, y fue integrante del plantel en el Mundial de 1986. Le anotó su primer gol a la selección de Malta un año después, en un partido clasificatorio a la Eurocopa 1988, torneo que también disputó. Formó parte del equipo que obtuvo el tercer lugar en la Copa del Mundo de 1990, del cual se esperaba que fuera uno de los pilares, pero terminó jugando como titular sólo los dos primeros partidos, contra Austria y Estados Unidos, y la semifinal ante Argentina.
Vialli jugó su último partido por la selección en diciembre de 1992, nuevamente ante Malta, en un encuentro válido por las clasificatorias al Mundial de 1994. Luego fue marginado del equipo debido a disputas con el seleccionador Arrigo Sacchi, según debido a una broma que le realizó a este personaje.

### Participaciones en Copas del Mundo
| Mundial                        | Sede   | Resultado        |
| ------------------------------ | ------ | ---------------- |
| Copa Mundial de Fútbol de 1986 | México | Octavos de final |
| Copa Mundial de Fútbol de 1990 | Italia | Tercer puesto    |

### Participaciones en Eurocopas
| Eurocopa                | Sede                | Resultado  |
| ----------------------- | ------------------- | ---------- |
| Eurocopa Sub-21 de 1984 | Sin sede fija       | Semifinal  |
| Eurocopa Sub-21 de 1986 | Sin sede fija       | Subcampeón |
| Eurocopa 1988           | Alemania Occidental | Semifinal  |

## Clubes

### Como entrenador
| Club          | País       | Año       |
| ------------- | ---------- | --------- |
| Chelsea F. C. | Inglaterra | 1998-2000 |
| Watford F. C. | Inglaterra | 2001-2002 |

## Estadísticas
Datos actualizados al fin de la carrera deportiva.
| Cremonese · Italia | 2.ª           | 1980-81       | 2   | 0   | -   | -  | -  | -  | 2   | 0   | 0.00 |
| Cremonese · Italia | 2.ª           | 1981-82       | 31  | 15  | 1   | 0  | -  | -  | 32  | 15  | 0.15 |
| Cremonese · Italia | 2.ª           | 1982-83       | 35  | 18  | 2   | 0  | -  | -  | 37  | 18  | 0.21 |
| Cremonese · Italia | 2.ª           | 1983-84       | 37  | 20  | 5   | 2  | -  | -  | 42  | 22  | 0.28 |
| Cremonese · Italia | Total club    | Total club    | 105 | 53  | 8   | 2  | 0  | 0  | 113 | 55  | 0.22 |
| Sampdoria · Italia | 1.ª           | 1984-85       | 28  | 11  | 13  | 6  | -  | -  | 41  | 17  | 0.41 |
| Sampdoria · Italia | 1.ª           | 1985-86       | 28  | 14  | 7   | 2  | 4  | 2  | 39  | 18  | 0.46 |
| Sampdoria · Italia | 1.ª           | 1986-87       | 28  | 20  | 5   | 4  | -  | -  | 33  | 24  | 0.72 |
| Sampdoria · Italia | 1.ª           | 1987-88       | 30  | 18  | 13  | 3  | -  | -  | 43  | 21  | 0.48 |
| Sampdoria · Italia | 1.ª           | 1988-89       | 30  | 22  | 15  | 14 | 7  | 7  | 52  | 43  | 0.82 |
| Sampdoria · Italia | 1.ª           | 1989-90       | 22  | 18  | 3   | 2  | 8  | 9  | 33  | 29  | 0.87 |
| Sampdoria · Italia | 1.ª           | 1990-91       | 26  | 27  | 7   | 3  | 4  | 3  | 37  | 33  | 0.89 |
| Sampdoria · Italia | 1.ª           | 1991-92       | 31  | 17  | 7   | 3  | 11 | 8  | 49  | 30  | 0.61 |
| Sampdoria · Italia | Total club    | Total club    | 224 | 149 | 70  | 37 | 34 | 29 | 328 | 215 | 0.65 |
| Juventus · Italia | 1.ª           | 1992-93       | 32  | 19  | 7   | 2  | 10 | 7  | 49  | 28  | 0.57 |
| Juventus · Italia | 1.ª           | 1993-94       | 10  | 17  | -   | -  | 2  | 2  | 12  | 19  | 1.58 |
| Juventus · Italia | 1.ª           | 1994-95       | 30  | 30  | 7   | 3  | 9  | 4  | 46  | 37  | 0.80 |
| Juventus · Italia | 1.ª           | 1995-96       | 30  | 24  | 1   | 1  | 7  | 4  | 38  | 29  | 0.76 |
| Juventus · Italia | Total club    | Total club    | 102 | 90  | 15  | 6  | 28 | 17 | 145 | 113 | 0.78 |
| Chelsea Inglaterra | 1.ª           | 1996-97       | 23  | 9   | 2   | 2  | -  | -  | 25  | 11  | 0.44 |
| Chelsea Inglaterra | 1.ª           | 1997-98       | 14  | 11  | 2   | 2  | 8  | 6  | 24  | 19  | 0.79 |
| Chelsea Inglaterra | 1.ª           | 1998-99       | 9   | 1   | 6   | 8  | 5  | 1  | 20  | 10  | 0.50 |
| Chelsea Inglaterra | Total club    | Total club    | 46  | 21  | 10  | 12 | 13 | 7  | 69  | 40  | 0.57 |
| Total carrera | Total carrera | Total carrera | 477 | 313 | 103 | 57 | 75 | 53 | 655 | 423 | 0.64 |
| (1) Incluye datos de la Coppa Italia, Supercoppa Italia, FA Cup, League Cup. (2) Incluye datos de la UEFA European Cup Winners Cup, UEFA Supercup, UEFA Cup, European Cup. (3) No se consideran goles en encuentros amistosos. |               |               |     |     |     |    |    |    |     |     |      |

### Selección nacional
| Selección       | Año   | Amistoso | Amistoso | Eliminatorias | Eliminatorias | Eliminatorias EURO | Eliminatorias EURO | EURO | EURO | Mundial | Mundial | Total | Total |
| Selección       | Año   | PJ       | G        | PJ            | G             | PJ                 | G                  | PJ   | G    | PJ      | G       | PJ    | G     |
| --------------- | ----- | -------- | -------- | ------------- | ------------- | ------------------ | ------------------ | ---- | ---- | ------- | ------- | ----- | ----- |
| Italia · Italia | 1985  | 1        | 0        | -             | -             | -                  | -                  | -    | -    | -       | -       | 1     | 0     |
| Italia · Italia | 1986  | 4        | 0        | -             | -             | 2                  | 0                  | -    | -    | 4       | 0       | 10    | 0     |
| Italia · Italia | 1987  | 4        | 1        | -             | -             | 6                  | 4                  | -    | -    | -       | -       | 10    | 5     |
| Italia · Italia | 1988  | 7        | 4        | -             | -             | -                  | -                  | 4    | 1    | -       | -       | 11    | 5     |
| Italia · Italia | 1989  | 10       | 1        | -             | -             | -                  | -                  | -    | -    | -       | -       | 10    | 1     |
| Italia · Italia | 1990  | -        | -        | -             | -             | -                  | -                  | -    | -    | 3       | 0       | 3     | 0     |
| Italia · Italia | 1991  | 3        | 1        | -             | -             | 5                  | 2                  | -    | -    | -       | -       | 8     | 3     |
| Italia · Italia | 1992  | 4        | 1        | 2             | 1             | -                  | -                  | -    | -    | -       | -       | 6     | 2     |
| Total           | Total | 33       | 8        | 2             | 1             | 13                 | 6                  | 4    | 1    | 7       | 0       | 59    | 16    |

## Palmarés

### Como jugador

#### Campeonatos nacionales
| Título              | Club           | País       | Año     |
| ------------------- | -------------- | ---------- | ------- |
| Copa de Italia      | U. C.Sampdoria | Italia     | 1984-85 |
| Copa de Italia      | U. C.Sampdoria | Italia     | 1987-88 |
| Copa de Italia      | U. C.Sampdoria | Italia     | 1988-89 |
| Serie A             | U. C.Sampdoria | Italia     | 1990-91 |
| Supercopa de Italia | U. C.Sampdoria | Italia     | 1991    |
| Serie A             | Juventus F. C. | Italia     | 1994-95 |
| Copa de Italia      | Juventus F. C. | Italia     | 1994-95 |
| Supercopa de Italia | Juventus F. C. | Italia     | 1995    |
| FA Cup              | Chelsea F. C.  | Inglaterra | 1996-97 |
| Football League Cup | Chelsea F. C.  | Inglaterra | 1997-98 |

#### Copas internacionales
| Título                       | Club            | País       | Año     |
| ---------------------------- | --------------- | ---------- | ------- |
| Recopa de Europa             | U. C. Sampdoria | Gotembürgo | 1989-90 |
| Copa de la UEFA              | Juventus F. C.  | Turin      | 1992-93 |
| Liga de Campeones de la UEFA | Juventus F. C.  | Roma       | 1995-96 |
| Recopa de Europa             | Chelsea F. C.   | Estocolmo  | 1997-98 |
| Supercopa de Europa          | Chelsea F. C.   | Mónaco     | 1998    |

### Como entrenador

#### Copas nacionales
| Título              | Club          | País       | Año     |
| ------------------- | ------------- | ---------- | ------- |
| Football League Cup | Chelsea F. C. | Inglaterra | 1997-98 |
| FA Cup              | Chelsea F. C. | Inglaterra | 1999-00 |
| Charity Shield      | Chelsea F. C. | Inglaterra | 2000    |

#### Copas internacionales
| Título              | Club          | Sede   | Año     |
| ------------------- | ------------- | ------ | ------- |
| Recopa de Europa    | Chelsea F. C. | Suecia | 1997-98 |
| Supercopa de Europa | Chelsea F. C. | Mónaco | 1998    |

### Distinciones individuales
| Distinción                                     | Año  |
| ---------------------------------------------- | ---- |
| Capocannoniere                                 | 1991 |
| Premio World Soccer al mejor jugador del mundo | 1995 |